# NGC 2664
NGC 2664 је расејано звездано јато у сазвежђу Рак које се налази на NGC листи објеката дубоког неба.
Деклинација објекта је + 12° 36' 13" а ректасцензија 8h 47m 10,4s. Привидна величина (магнитуда) објекта NGC 2664 износи 10,9.